# Tamagotchi

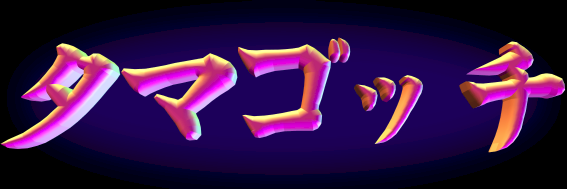
Tamagotchi in Katakana, een Japanse schriftvorm

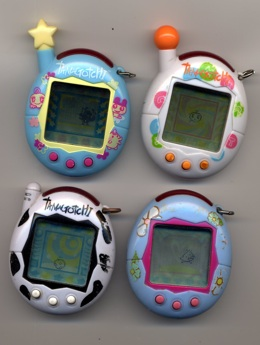
Vier tamagotchi's

Een tamagotchi (Japans: たまごっち) is een virtueel huisdier ontworpen door Aki Maita en op de markt gebracht door de Japanse speelgoedfabrikant Bandai. In 1996/1997 zorgde het voor een wereldwijde rage. Een tamagotchi heeft de vorm van een platte ovaal (van ongeveer 5 cm doorsnede) en doet dus denken aan een ei. Het is gemaakt van plastic en bevat een kleine computer met een lcd-schermpje. Onder het schermpje zitten drie knopjes. Het 'ei' kan gebruikt worden als sleutelhanger en bevordert zo dat de eigenaar de tamagotchi constant bij zich heeft. De tamagotchi's hebben verschillende kleuren en illustraties, waardoor het bovendien een verzamelobject is. De naam tamagotchi is samengesteld uit het Japanse woord voor 'ei', 'tamago', en het Engelse woord 'watch' (klok).

## Huisdier
Het is vrij eenvoudig om voor een tamagotchi te 'zorgen'. Nadat de tamagotchi voor het eerst is aangezet, verschijnt een klein ei op de display en na enige tijd komt dit uit. Het wezentje dat uit het ei komt, kan 'verzorgd' worden door op de drie knopjes te drukken. Zo kan men de tamagotchi voeden, ermee spelen, het licht aan en uit doen (tamagotchi's slapen het liefst in het donker), medicijnen geven als de tamagotchi ziek is, de leefruimte opruimen, straffen voor slecht gedrag, en kenmerken meten en controleren zoals leeftijd, gewicht, honger, geluk en discipline. De tamagotchi kan de eigenaar 'roepen' (dat is: piepen) als hij iets nodig heeft. De tamagotchi wordt ouder en groeit op; op welke wijze is afhankelijk van de kwaliteit van de verzorging.
Tamagotchi's hebben vier groeifasen: baby, kind, tiener en volwassene. Traditioneel zijn er twee type tieners (een resulterend uit goede verzorging en een uit slechte verzorging) en zes typen volwassene (drie uit elk tienertype). Er zijn ook zogenaamde verborgen personages, die verkregen worden door op een speciale manier met de tamagotchi om te gaan. Tamagotchi's zijn 'sterfelijk'. Hun levensduur varieert van een paar dagen tot een paar weken, afhankelijk van de wijze waarop ze verzorgd worden.

## Rage
De tamagotchi werd in november 1996 voor het eerst op de markt gebracht en zorgde wereldwijd voor een rage. Er werden meer dan 40 miljoen exemplaren van verkocht. Ook in België en Nederland stond de tamagotchi al snel bovenaan de lijstjes van favoriet speelgoed. Op veel scholen werd het verboden om tamagotchi's mee te nemen, omdat ze de kinderen te veel afleidden. Zoals gebruikelijk met een rage ebde de belangstelling langzaam weer weg en verdwenen de plastic tamagotchi's in rommellaatjes en vuilnisbakken.
Er was echter wel een trend gezet voor interactieve, elektronische huisdieren. Andere fabrikanten brachten hun eigen variaties op de tamagotchi uit (zoals GigaPets Tiger Electronics) en de rage was voor Nintendo een aanleiding om de minstens zo bekende Pokémon verder te ontwikkelen. Ook ontwikkelden ze Nintendogs. Op internet verschenen virtuele huisdiersites, zoals Neopets, WebPet en Digidier, waar gebruikers gratis een dier kunnen verzorgen met het doel dit zo lang mogelijk in leven te houden.

## Nieuwe generatie tamagotchi
In 2008 kwam er een nieuwe tamagotchi op de markt, de Tamagotchi Plus Color. Deze was verkrijgbaar in zeven verschillende kleuren (wit, zwart, roze, magenta, oranje, groen en blauw) en had een 1,52 inch groot lcd-kleurenschermpje.
Een jaar later, op Mametchi's verjaardag (23 november 2009), werd de Tamagotchi ID gelanceerd. Deze had veel verbeteringen en veel nieuwe functies. Men kon met een mobiele telefoon met infrarood eigen gedownloade 'spullen' naar de Tamagotchi ID sturen. Op 19 maart 2011 kwam er nog een nieuwe tamagotchi in kleur uit, genaamd de Tamagotchi ID L. Deze had dezelfde functies als de Tamagotchi ID en had er nog veel meer functies bij. Zo kon men bijvoorbeeld een huis schoonmaken en was er in het donutpark soms een markt.